# Talk Radio (pjäs)
Talk Radio är en pjäs från 1987, skriven av Eric Bogosian på ett synopsis från Bogosian och Tad Savinar. Den handlar om Barry Champlain en kontroversiell radiopratare, vars tidigare lokala radioprogram för Cleveland-trakten syndikeras för spridning över större delar av USA.

## Originaluppsättning
Pjäsen sattes först upp i Frederick Zollos regi med Bogosian själv i huvudrollen och hade premiär på The Public Theater den 28 maj 1987. Andra skådespelare i originaluppsättningen varJohn C. McGinley, Zach Grenier, Mark Metcalf och Peter Onorati.

## Filmatisering
En filmatisering i regi av Oliver Stone gjordes 1988. Bogosian spelade även här huvudrollen, men handlingen utspelar sig inte i Cleveland utan i Dallas.

## Nyuppsättning
Pjäsen sattes upp på Edinburgh Festival Fringe 2006, i regi av Stewart Lee och med Mike McShane, Phil Nichol och Stephen K. Amos som skådespelare.
Pjäsen hade Broadway-premiär 11 mars 2007 med Liev Schreiber, Stephanie March, Peter Hermann och Sebastian Stani rollerna.